# Christophe Astolfi
Christophe Astolfi (* 1977 in Lothringen) ist ein französischer Jazzgitarrist, der sich stilistisch zwischen traditionellem Gypsy-Jazz und Spielweisen des Modern Jazz bewegt.

## Leben und Wirken
Astolfi wendete sich mit 13 Jahren als Autodidakt der Gitarre zu, als er  über die Rockmusik zum Blues und von dort zu Jimi Hendrix und Stevie Ray Vaughan gekommen war. Bald nahm er Unterricht am Centre Musical de Nancy, wo er den Bebop entdeckte. Seit 1996 war er als Profimusiker beschäftigt, zunächst im Bereich der Musettemusik. Daneben spielte er mit Tchavolo und Dorado Schmitt und wurde so mit der Musik von Django Reinhardt sowie bald auch schon von Baro und Matelo Ferret vertraut.
1998 zog er nach Brüssel, wo er das Konservatorium besuchte und das Duo Rakou Chaka gründete, aus dem sich das Christophe Astolfi Swingtet entwickelte, das sich zuerst bei Brosella Folk & Jazz 2003 vorstellte. Auch begleitete er Tchavalo Schmitt, Matcho Winterstein sowie Eddy Bockorny, mit denen er europaweit Konzerte spielte. Auch arbeitete er mit Philip Catherine, Toots Thielemans, Koen De Cauter, Tcha Limberger und spielte Theatermusik ein.
Seit 2008 lebt er in Paris, wo er rasch gemeinsam mit Musikern wie David Reinhardt, Samy Daussat, Rodolphe Raffalli oder Hugo Lippi auftrat. 2010 nahm er neben Biréli Lagrène, Didier Lockwood und Stochelo Rosenberg an dem Projekt Djangodrom von Tony Gatlif teil.
Sein Debütalbum Des Valses, das er im Trio (mit dem Rhythmusgitarristen Frédéric Guédon und dem Bassisten Benjamin Ramos) aufnahm, erschien 2013. Im Trio mit Boulou und Elios Ferré legte er 2015 das Album La bande des trois vor. 2016 veröffentlichte Éditions Coup de Pouce sein Lehrbuch Des Valses incontournables, das über den Vortrag des Walzers im Gypsy-Jazz informiert.